# Sungai Pelek

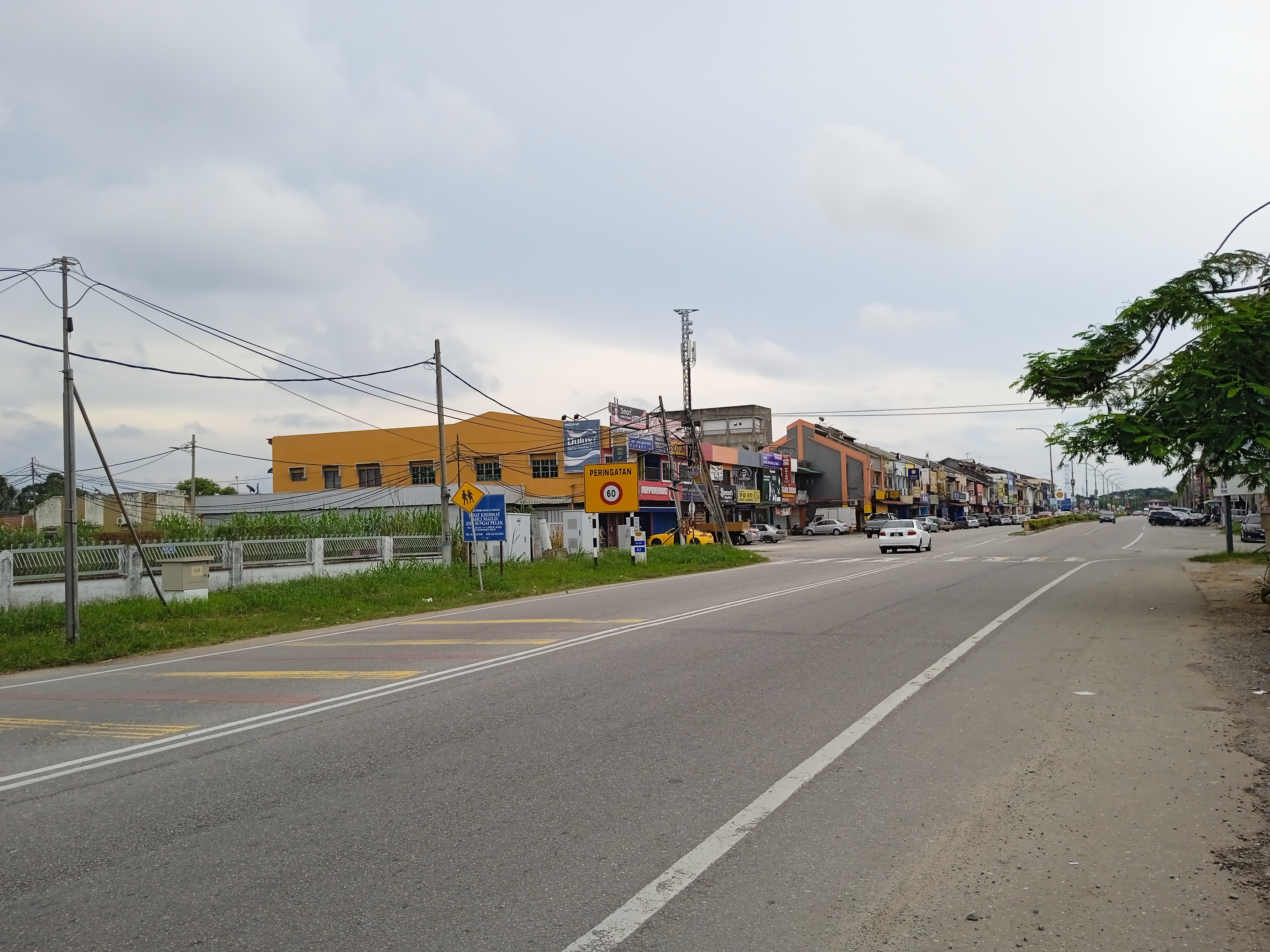
Sungai Pelek

Sungai Pelek is een plaats in de Maleisische deelstaat Selangor.
Sungai Pelek telt 4800 inwoners.